# Virkningsgrad
Virkningsgraden (synonym: nyttevirkning, symbol: {\displaystyle \eta }) ved en fysisk proces er forholdet mellem den nyttiggjorte og den totale transducer omsatte energi:
{\displaystyle \eta ={\frac {E_{\mathrm {nyttig} }}{E_{\mathrm {total} }}}}
Virkningsgraden er således et tal mellem 0 og 1. Dog er varmepumpers virkningsgrad typisk højere end 1.
Ofte ønsker man at omdanne energi fra én energiform til en anden form. Emner der kan gøre det kaldes transducere. Det kan f.eks. dreje sig om en glødepære der omdanner elektrisk energi til lys, eller om en vindmølle der omdanner bevægelsesenergi til elektrisk energi. Ved hver omdannelse går en del af energien tabt, typisk i form af varme. Det tilstræbes at spildet bliver så lille som muligt svarende til en nyttevirkning der nærmer sig 100 %.
Nyttevirkningssymbolet {\displaystyle \eta } hedder eta, og er fra det græske alfabet.

## Virkningsgrad af varmekraftmaskine
Sadi Carnot påviste i begyndelsen af 1800-tallet at virkningsgraden af en varmekraftmaskine, som udvikler mekanisk arbejde ved, at der strømmer varme fra et område med høj temperatur til et område med lav temperatur, ikke kan overstige (temperaturer indsat i Kelvin) {\displaystyle 1-{\frac {T_{\mathrm {L} }}{T_{\mathrm {H} }}}}, hvor {\displaystyle T_{\mathrm {H} }} og {\displaystyle T_{\mathrm {L} }} betegner den absolutte temperatur i det varme hhv. det kolde område. Heraf følger umiddelbart at nyttevirkningen er nul hvis temperaturforskellen er det, og at det gælder om at gøre forholdet mellem {\displaystyle T_{\mathrm {L} }} og {\displaystyle T_{\mathrm {H} }} så stort som muligt.

## Virkningsgrad af Varmepumpe
Carnots formel for den maksimale varmepumpeeffektivitet: Varmepumpningseffektivitet(%)= 100/(1-Tkold/Tvarm). T skal indsættes i Kelvin (=Celsius+273,15).
Det overraskende er, at der via en ideel og praktisk varmepumpe bliver pumpet mere varmeenergi, end der tilføres af (mekanisk) energi. F.eks. vil en ideel varmepumpe kunne pumpe cirka 9 gange (900%) så meget varme, som der tilføres mekanisk, når Tkold = -10 °C og Tvarm = 20 °C. Med stempelkompressor baserede varmepumper er det almindeligt med en faktor 2 til 3 (200 til 300%).
Varmen der pumpes fås f.eks. fra omgivelserne, men kan f.eks. også være et forholdsvis termisk lukket indre rumfang af et køleskab.
Man får derfor mere varme ved at pumpe det med en varmepumpe end ved at omsætte energi direkte til varme (brødrister, el-radiatorer, olie- og gasfyr,...).

## Virkningsgrad ved animalsk arbejde
En biologisk organisme – også menneskekroppen – kan opfattes som en maskine der omdanner en del af den kemiske energi i føden til mekanisk arbejde. Nyttevirkningen er typisk lav – af størrelsesorden 20 %, hvilket svarer til nyttevirkningen af en benzinmotor.

## Virkningsgrad af solceller
En solcelle omdanner elektromagnetisk stråling til elektrisk energi. Nutidens (2011) masseproducerede, silicium-baserede solceller har typisk en virkningsgrad på mellem 10 og 20 procent.
Vi kan faktisk allerede i dag udvinde så meget energi fra solen at vi kun skal dække 2315,5 kvadratkilometer på begge sider af jorden med solceller, for at kunne dække hele jordens energiforbrug[kilde mangler].

## Virkningsgrad af lyskilder
Stearinlys, petroleumslamper og tilsvarende omdanner en forsvindende lille del af den kemiske energi i brændslet til lys. Virkningsgraden er af størrelsesorden en promille. Sagt på en anden måde går 99,9 procent af den omsatte energi til spilde.
Traditionelle glødepærer omdanner en større andel af den elektriske energi til lys. Virkningsgraden er af størrelsesorden 2,5 %. For halogenpærer er virkningsgraden af størrelsesorden 5 %. Den højere nyttevirkning skyldes at glødetråden er varmere end i en traditionel glødepære. Jo varmere glødetråden er, jo større en del af den elektromagnetiske stråling udsendes i det synlige område.
Lysstofrør og energisparepærer har en væsentlig højere virkningsgrad. De omdanner af størrelsesorden 15 % af den elektriske energi til lys. Den højere virkningsgrad skyldes at de ikke lyser fordi de er varme. I lysstofrør anslås kviksølvatomer af elektriske udladninger. Kviksølvatomerne skiller sig af med den overskydende energi ved emission af ultraviolet stråling, som rammer en fluorescerende belægning, der udsender lys.
Til visse formål accepterer man en meget lille virkningsgrad. Det kan f.eks. dreje sig om en gaslaser, der typisk omdanner mindre end en promille af den totale energi til nyttig energi i form af lys. Til gengæld har laserlyset nogle meget værdifulde egenskaber. Halvlederlasere har typisk væsentlig større virkningsgrad.
Lysdioder er i dag (2006) lige så effektive som lysstofrør. 
Derfor (og pga. lysdioders lange levetid) erstatter lysdioder i disse år glødepærer i mange sammenhænge, f.eks. som trafiklys.

## Virkningsgrad af lydkilder
En højttaler omdanner elektrisk energi til lydenergi. Virkningsgraden er lav – typisk af størrelsesorden 1 % for små højttalere til hjemmebrug.